# 西敦賀駅
西敦賀駅（にしつるがえき）は、福井県敦賀市山泉（）にある、西日本旅客鉄道（JR西日本）小浜線の駅である。

## 歴史
- 1962年（昭和37年）9月1日：日本国有鉄道（国鉄）小浜線の敦賀駅 - 粟野駅間に新設開業[1][2][3]。旅客営業のみ[4]。
- 1987年（昭和62年）4月1日：国鉄分割民営化により、西日本旅客鉄道の駅となる[1][4]。

## 駅構造
北側に単式ホーム1面1線を持つ地上駅（停留所）。金沢支社管理の無人駅で駅舎はなく、敦賀寄りの出入口から直接ホームに入る形になっている。ホーム上に待合室があるが、自動券売機などの設備はない。
ホームのすぐ下に20台ほど収容できる屋根付き駐輪場があり、駅横には踏切がある。

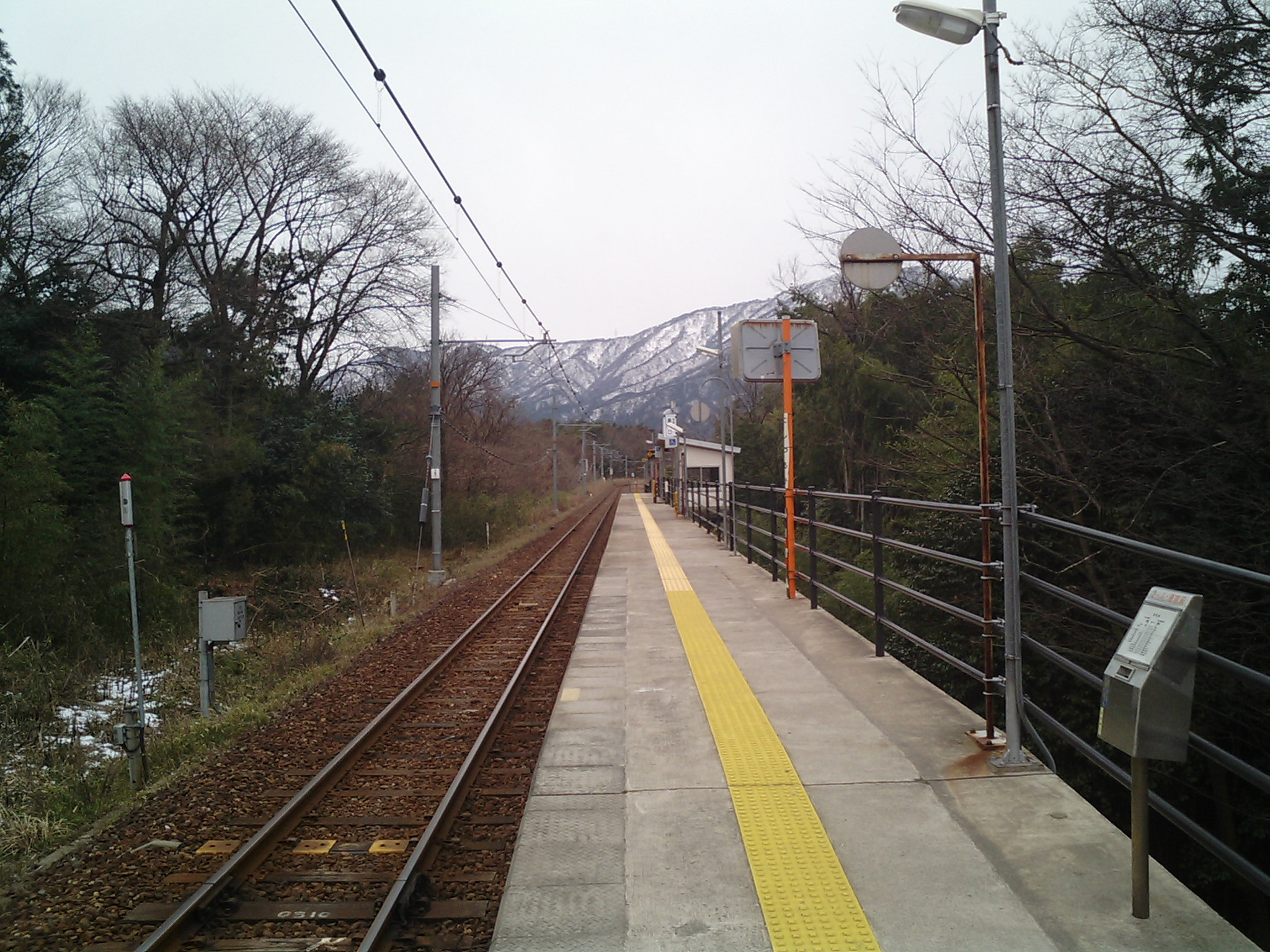
ホームから小浜方面を望む（2008年1月）
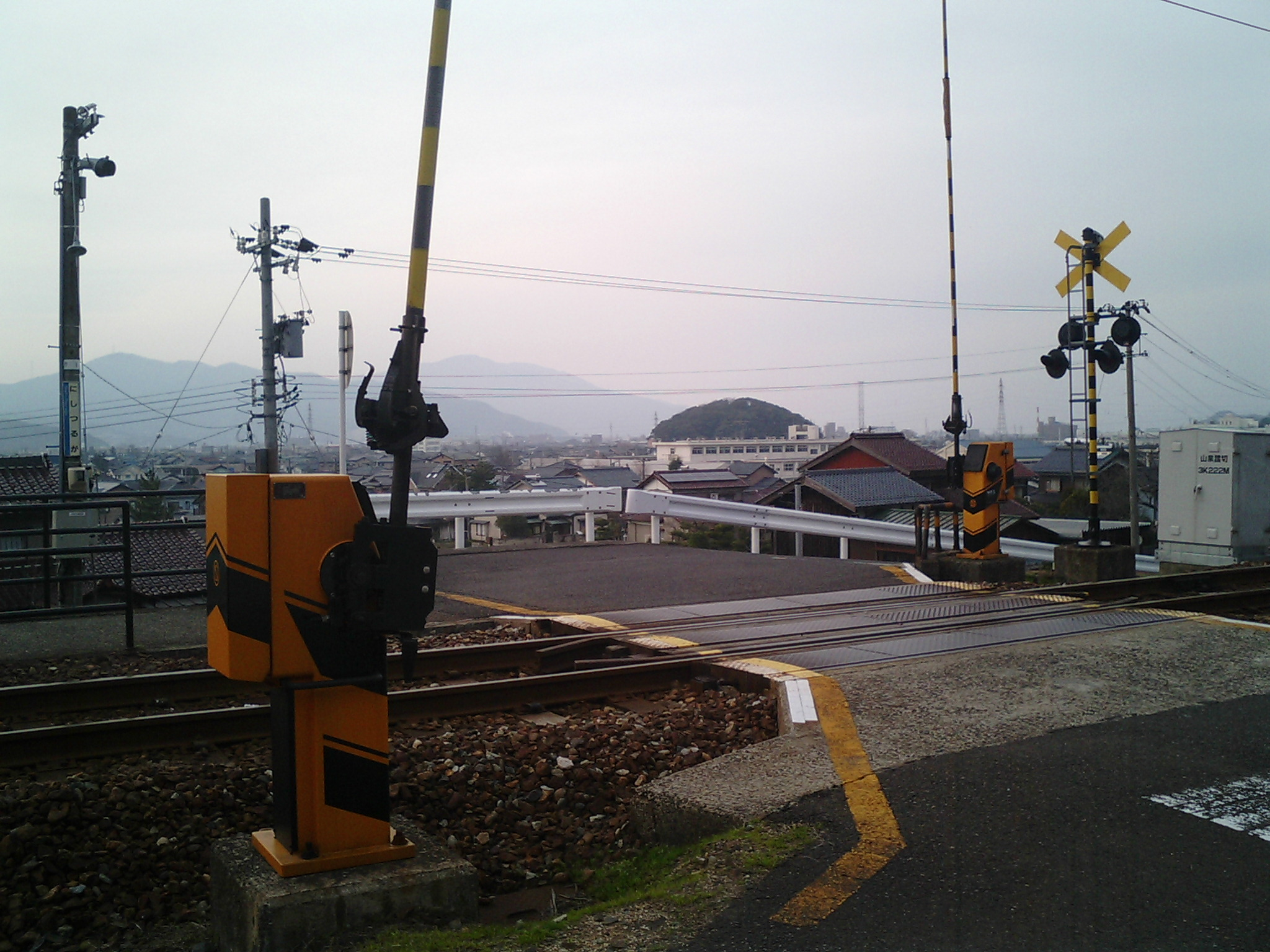
駅に隣接する踏切から敦賀工業高等学校方面を望む（2008年3月）

## 利用状況
JR西日本の移動等円滑化取組報告書によると、2023年（令和5年）度の1日平均乗降人員は224人である。
「福井県統計年鑑」によれば、近年の1日平均乗車人員は以下の通り。
| 年度   | 1日平均 乗車人員 |
| ------ | ---------------- |
| 1997年 | 112              |
| 1998年 | 105              |
| 1999年 | 108              |
| 2000年 | 90               |
| 2001年 | 88               |
| 2002年 | 93               |
| 2003年 | 88               |
| 2004年 | 97               |
| 2005年 | 99               |
| 2006年 | 101              |
| 2007年 | 100              |
| 2008年 | 102              |
| 2009年 | 113              |
| 2010年 | 141              |
| 2011年 | 147              |
| 2012年 | 139              |
| 2013年 | 155              |
| 2014年 | 149              |
| 2015年 | 149              |
| 2016年 | 140              |
| 2017年 | 132              |
| 2018年 | 119              |
| 2019年 | 117              |
| 2020年 | 112              |
| 2021年 | 116              |
| 2023年 | 224              |

## 駅周辺
高台の上にあり、駅西側に住宅地がある。そこを抜けると「ふるさと夢街道」という広域農道に至る。工業高校はこの北側にあり、その付近にある交差点で広域農道と福井県道210号線が合流する。北へ抜けると国道8号の現道（国道161号との重複区間）に、西へ抜けると福井県道225号線に至るが、ともに駅からやや離れた所を通っている。駅東側には衣掛山があり、この山の中を北陸本線のループ線が通る。ちなみに、「慶林院」という寺院はこの山に隣接している。
- 福井県立敦賀工業高等学校 - 西敦賀駅の開業年に開校[1]。乗降客の多くは同校の生徒となっている[3]。
- 鳩原ループ線[2][3] - 北陸本線上り線
- 敦賀国際ゴルフクラブ
- 慶林院
- 西雲寺
- 福井県道210号余座若葉線
- ふるさと夢街道（広域農道）
- 敦賀市コミュニティバス「工業高校前」停留所
- 衣掛山
- 黒河川
- 笙の川

## 隣の駅
西日本旅客鉄道（JR西日本）
■小浜線
敦賀駅 - 西敦賀駅 - 粟野駅